# Israeli Public Broadcasting Corporation
Israeli Public Broadcasting Corporation  är Israels nationella programföretag . Dess varumärken är Kan på hebreiska ( כאן , 'här') och Makan på arabiska ( مكان , 'en plats'). Dess nyhetsavdelning, Kan News ,  är det tredje största varumärket inom israelisk nyhetssändning, efter HaHadashot 12 och Channel 13 News .
Israels radio- och tv-myndighet (IBA) hade försämrats i status och funktion. Offentliga kommittéer fann att försämringen berodde på ett antal faktorer, inklusive dess stora antal anställda, höga lönekostnader, stela löneavtal och den lag som styr den. Författarna till rapporterna rekommenderade strukturella förändringar av myndigheten och lagen.
I juli 2013 anlitade kommunikationsminister Gilad Erdan ett externt konsultföretag för att utreda IBA:s framtid. Mot bakgrund av dessa uppgifter inrättades Landes-kommittén och publicerade sina beslut i början av mars 2014. Enligt de överenskommelser som nåtts skulle tv-avgiften avskaffas den 1 april 2015 och en ny sändningsenhet skulle inrättas för att ersätta IBA.
För att formulera den nödvändiga lagstiftningen tillsatte Knesset en kommitté (ledd av MK Karin Elharar) för att diskutera lagförslaget om offentlig radio och tv. Kommittén inledde sina överläggningar den 11 juni 2014 och genomförde snabbt ett antal möten för att lagstiftningsprocessen skulle kunna slutföras i slutet av Knessets session i juli. Den 9 juli godkändes en lag och överlämnades till Knesset för en andra och tredje behandling. Lagen om offentlig radio och tv, som beordrade inrättandet av Israels radio- och tv-bolag och nedläggningen av radio- och tv-myndigheten, antogs den 29 juli 2014. Enligt den nya lagen skulle en fjärdedel av de anställda i den nya organisationen komma från IBA och utbildnings-tv.
Avsnitt 7 i lagen beskriver bolagets verksamhet:
- (A) Israels radio- och tv-bolag kommer att sända och tillhandahålla olika typer av innehåll, visuellt, ljudmässigt och skriftligt, på TV, radio och internet.
- (B) Innehållet som tillhandahålls av Israel Broadcasting Corporation ska vara oberoende och rikta sig till alla medborgare och invånare i staten Israel, ska återspegla och dokumentera staten Israel som en judisk och demokratisk stat, dess värderingar och Israels arv samt ge ett rättvist, jämlikt och balanserat uttryck för den mångfald av åsikter och synpunkter som är rådande bland den israeliska allmänheten.
- (C) Israels radio- och tv-bolag ska tillhandahålla nyhetsinnehåll och innehåll i dagliga angelägenheter på ett professionellt, rättvist, ansvarsfullt, oberoende, kritiskt, opartiskt och tillförlitligt sätt, med transparens och med utövande av journalistiskt omdöme och lojalitet mot sanningen och skyldighet att rapportera till allmänheten.
- (D) Israels radio- och tv-bolag ska tillhandahålla ett varierat innehåll för barn och ungdomar och främja skapandet av utbildningsinnehåll för barn och ungdomar.
- (E) Israels radio- och tv-bolag ska tillhandahålla innehåll som riktar sig till mångfalden av befolkningar i det israeliska samhället, inklusive sändningar på hebreiska, sändningar på arabiska till den arabiska befolkningen i Israel och sändningar på andra språk som är vanliga i det israeliska samhället.

Vid fullgörandet av sina funktioner (enligt detta avsnitt) ska Israels radio- och tv-bolag agera:
1. att utöka utbildning och kunskap;
2. att främja kultur, israeliskt originalverk av hög kvalitet och israelisk musik;
3. att främja innovation inom områdena sändningsinnehåll och distribution samt sändningsteknik.